# Danielle de Niese
Danielle de Niese, född 11 april 1979 i Melbourne, Australien, är en lyrisk sopran. Efter stor framgång i hemlandet Australien, flyttade hon till USA där hon studerade opera. Hon fick sitt internationella genombrott efter sin tolkning av Kleopatra i operan Julius Caesar vid Glyndebournes Operafestival år 2005.

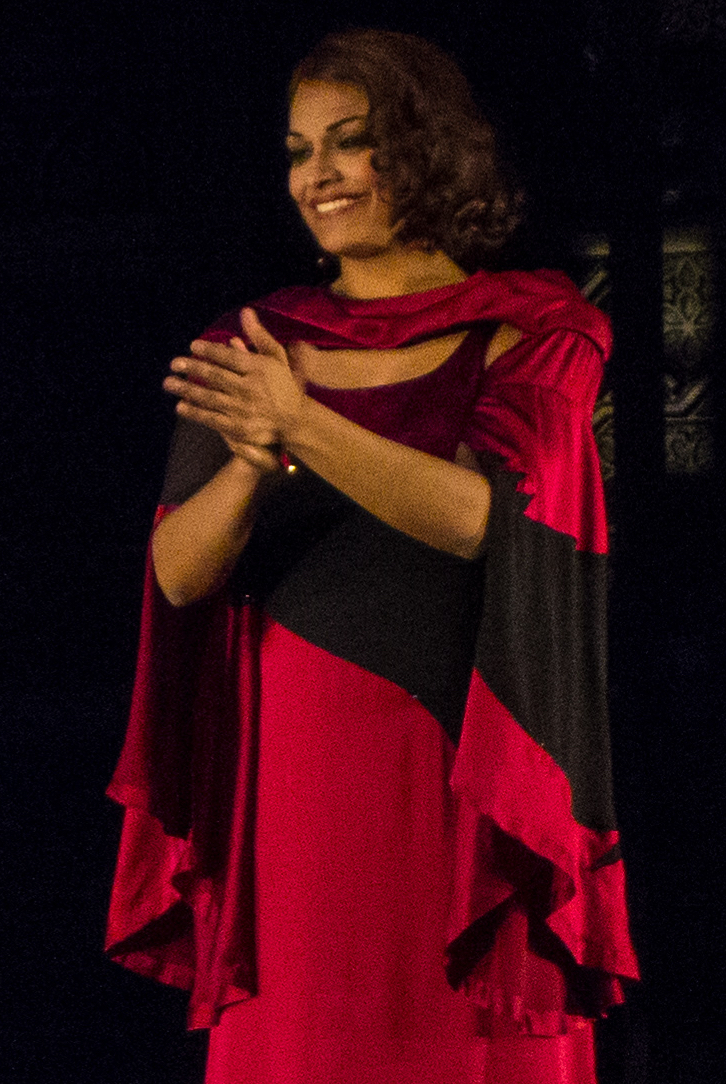
Danielle de Niese

## Bakgrund
De Niese är född i Melbourne, efter att hennes föräldrar Chris and Beverly, utvandrat dit från Sri Lanka redan som tonåringar. År 1988, vid 9 års ålder vann hon som yngsta någonsin, i ett australiensiskt talangprogram som hette Young Talent Time.
1990 flyttade hennes familj till Los Angeles, där hon blev en gästvärd på TV-showen L.A. Kids en insats hon fick en Emmy för vid 16 års ålder.

## Karriär inom opera
De Niese gjorde sin debut med Los Angeles Opera redan vid 15 års ålder. Hon kom att bli den yngsta sångerskan någonsin att sjunga med Young Artists Studio vid the Metropolitan Opera, där hon debuterade 1998 som blott nitton år gammal som Barbarina i Figaros Bröllop, en stjärnspäckad produktion med Bryn Terfel och Cecilia Bartoli i huvudrollerna. Hon var också huvudrollsinnehaverska på Metropolitan Operas produktion av Maurice Ravels L'enfant et les sortilèges. Hon har även medverkat i operan Giulio Cesare (2007), som Euridike iOrfeo ed Euridice (2009), och som Susanna i samma opera som hon spelat Barbarina i, 1998.

## Soloalbum
- Handel Arias (2008)
- The Mozart Album (2009)
- Diva (2010)[5][6]

## Privatliv
De Niese gifte sig med Gus Christie, direktör för Glyndebourne Operafestival den 19 december 2009 i St Bartholomew-the-Great-kyrkan i London. Sedan sin förmälning bor hon i Glyndebourne i Sussex, England.